# Элиашберг, Матвей Герасимович
Матвей Герасимович Элиа́шберг (13 (26) марта 1905, Двинск, — 1968) — советский химик, изобретатель в области целлюлозного производства.

## Биография
Согласно метрической записи, Соломон Герцевич родился в семье Герца Иоселевича Элиашберга (1870—1929), уроженца Минской губернии и Минны-Двойры Соломоновны Элиашберг (урождённой Ротштейн). В 1907 году семья переехала в Петербург.
С 1934 года первый директор Краснокамского целлюлозного завода. Потом работал заместителем директора ЦНИИЦиБП (Центрального НИИ целлюлозной и бумажной промышленности) в Ленинграде. Один из разработчиков метода интенсификации сульфитно-целлюлозного производства.
Кандидат технических наук (1946). Тема диссертации — «Приготовление высококонцентрированной сульфитной кислоты». Доктор технических наук (1960), профессор (1962).

## Награды и премии
- Сталинская премия второй степени (1949) — за разработку и внедрение метода интенсификации сульфитно-целлюлозного производства

## Автор книг и учебных пособий
- Целлюлозное производство. Под ред. П. Ф. Ниссенз. Ч. 1.

М.-Л., ОГИЗ, Гос. науч.-техн. изд., 1931. ПО с. (Учебное пособие для техникумов).
- Пособие по техминимуму для варщика сульфит-целлюлозного завода [Текст] : Утв. ГУУЗом Наркомлеса СССР / Ленинград : Гослестехиздат, 1936 (2 тип. ЛО и С). — Обл., 172 с.
- Автоматизация целлюлозно-бумажного производства Л. 1940
- Варка сульфитной целлюлозы — М. Госбумиздат 1944
- Исследование кинетики пропитки щепы в процессе сульфитной варки целлюлозы // Сб. Варка сульфитной целлюлозы. ЦНИИТЭИ. М., 1964.
- Смолистые вещества древесины и целлюлозы. М.: Лесная промышленность, 1968

Авторские свидетельства:
- Элиашберг М. Г., Цыпкина М. Н., Махновецкая Г. И. и др. Способ получения катионообменной смолы из отработанных сульфитных щелоков. А.с. № 173952 (СССР). Бюл. 1965. № 16.
- Элиашберг М. Г., Цыпкина М. Н., Махновецкая Г. И. и др. Способ получения катионообменной смолы из отработанных растворов сульфит-целлюлозного производства. А.с. № 178096 (СССР). Бюл. 1966. № 2.

## Семья
- брат — Иосиф Герасимович Элиашберг (1896—1939), инженер-металлург, руководитель проекта расширения Кузнецкого металлургического комбината (где работал инженером технического отдела), входил в состав актива Западно-Сибирского крайкома ВКП(б)[2][3].
- жена — Амалия Яковлевна Элиашберг, кандидат технических наук, составитель «Англо-русского словаря по целлюлозно-бумажному производству» (М.: Государственное издательство физико-математической литературы, 1958) и «Лесотехнического русско-англо-немецко-французского словаря по бумаге и лесу» (М.: Лесная промышленность, 1964), книги для чтения по английскому языку «От древесины к целлюлозе» (М.: Высшая школа, 1972).
  - сыновья:
    - физик Герасим Матвеевич Элиашберг (1930—2021);
    - математик Яков Матвеевич Элиашберг (род. 1946).
- Племянник (сын сестры) — доктор технических наук Иосиф Григорьевич Абрамсон (род. 1927), главный научный сотрудник научно-исследовательского центра «Гипроцемент-Наука» (Санкт-Петербург).